# Dubai Gold & Commodities Exchange
Die Dubai Gold & Commodities Exchange (DGCX) ist eine Wertpapier- und Rohstoffderivatebörse mit Sitz in Dubai, Vereinigte Arabische Emirate. DGCX nahm im November 2005 den Handel als erste Terminbörse in der Region Naher Osten und Nordafrika auf. Die Börse gehört dem Dubai Multi Commodities Centre (DMCC). Der Vorsitzende der Börse ist Ahmed Bin Sulayem und der Chief Executive Officer ist Les Male.
DGCX hat 267 Mitglieder. Es wird von der Securities and Commodities Authority (UAE) der Vereinigten Arabischen Emirate reguliert, einem Mitglied der International Organization of Securities Commissions (IOSCO). Die Börse besitzt eine Clearingstelle namens Dubai Commodities Clearing Corporation. 

## Produktportfolio
Die DGCX bietet eine breite Palette von Derivatkontrakten. Die DGCX-Gold-Futures führten bei ihrer Einführung im Jahr 2006 einen neuen Preismaßstab für Gold in den VAE ein – den Ein-Kilo-Barren-Gold-Futures-Kontrakt. Im Jahr 2007 startete DGCX den weltweit ersten Rupien-Futures-Kontrakt, der in den letzten Jahren ein schnelles Volumenwachstum verzeichnete, das vor allem auf die Nachfrage der großen nicht im Golf-Kooperationsrat ansässigen indischen Gemeinschaft zurückzuführen war. Zu den weiteren Produkten gehören der weltweit erste Futures-Kontrakt für Stahlbetonstahl (2007); der erste Kupfer-Futures-Kontrakt der MENA-Region (2012) und die ersten WTI- und Brent-Öl-Futures-Kontrakte der Region. Das Portfolio an Devisenterminkontrakten von DGCX umfasst außerdem Futures auf australischen Dollar/US-Dollar, kanadischen Dollar/US-Dollar, Schweizer Franken/US-Dollar, Euro, britisches Pfund, japanischen Yen und indische Rupien. DGCX hat 2011 einen Optionskontrakt für die Indische Rupie eingeführt. Der Kontrakt ist heute das einzige börsengehandelte Optionsprodukt auf Indische Rupien, das außerhalb Indiens angeboten wird.

## Mitgliedschaften
- Sie gehörte der World Federation of Exchanges an.[3]

- Arab Federation of Exchanges[4]